# جامعة تامبيري للتكنولوجيا

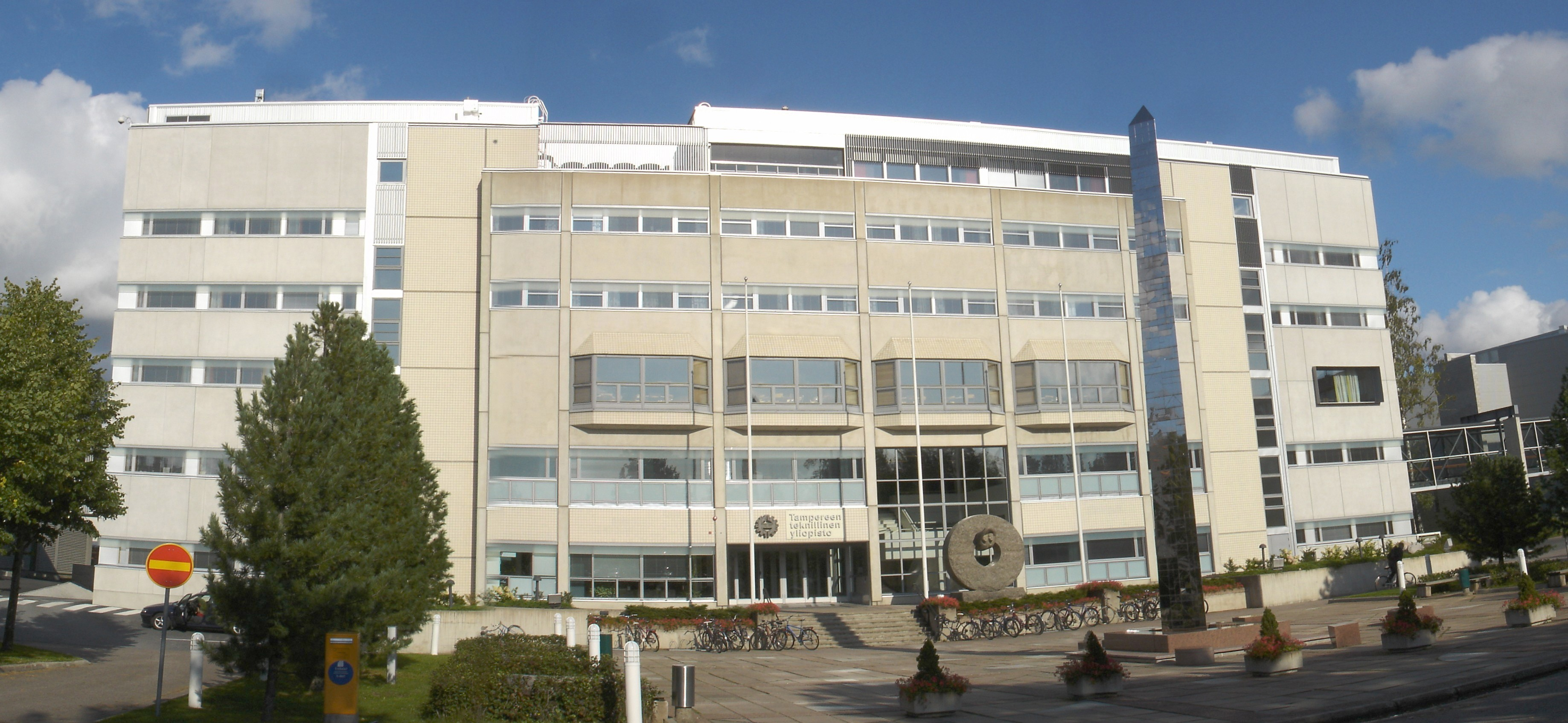
"جامعة تامبيري للتكنولوجيا"

جامعة تامبيري للتكنولوجيا (الفنلندية: Tampereen teknillinen yliopisto) ثاني أكبر جامعة في فنلندا للعلوم الهندسية. تقع الجامعة في هرفنتا، من ضواحي تامبيري.
واجب الجامعة القانوني هو متابعة الأبحاث وإعطاء أعلى التعليم في هذا المجال. الأبحاث التي أجراها حوالي 1800 موظف وعضو هيئة تدريس، يركز معظمها على العلوم التطبيقية، وغالباً ما تكون لها علاقات وثيقة بعدة شركات مختلفة (مثل نوكيا). مركز هرميا للتكنولوجيا يقع بالقرب من الحرم الجامعي، بما في ذلك منشأة كبيرة البحوث نوكيا. تبلغ الميزانية السنوية للجامعة نحو 120 مليون يورو. على غرار جميع الجامعات الفنلندية، جامعة تامبيري للتكنولوجيا تمولها الدولة.